# Heaven
Heaven er en dansk kortfilm fra 2015 instrueret af Josefine Kirkeskov Nielsen.

## Handling
Victoria tager til det naturskønne Mallorca for at introducere sin kæreste Oskar for sine forældre i deres idylliske hjem. Forældrenes forhold er Victorias levende bevis på den store kærlighed. Men idealet slår revner kort efter ankomsten. Forældrene udlever nye sider af sig selv og deres forhold, da de har åbnet deres hjem og ægteskab op for en ung, spansk kunstner. Det bliver en prøvelse for Victorias syn på kærlighed, når lyst, begær og parhold vendes på hovedet i de eksotiske omgivelser.